# Capo Royds
Capo Royds (in inglese Cape Royds) è un promontorio roccioso situato all'estremità occidentale dell'isola di Ross, in Antartide. Localizzato ad una latitudine di 77° 33′ S ed una longitudine di 166° 9′ E, si affaccia sul canale McMurdo.
L'area è stata scoperta durante la spedizione Discovery (1901-04) ed intitolata al tenente Charles W.R. Royds della Royal Navy, il meteorologo della spedizione. A capo Royds venne stabilito il capo base della spedizione Nimrod del 1907-09.

## Conservazione
Nell'area vive la colonia più meridionale nota di pinguini di Adelia.

L'area è stata designata come Area Specialmente Protetta dell'Antartide (codice ASPA 121).